# إدي لوي
إدي لوي (بالإنجليزية: Eddie Lowe)‏ (و. 1925 – 2009 م) هو لاعب كرة قدم، ومدرب كرة قدم، من المملكة المتحدة، يلعب كنصف الجناح، توفي في نوتنغهام، عن عمر يناهز 84 عاماً.

## مسيرته الكروية
لعب إدي لوي خلال مسيرته الاحترافية مع 3 أندية في تسعة عشر موسمًا وسجل خلالها 11 هدفًا ضمن 587 مباراة. ولم يفز بأي موسم بالكأس أو بالدوري.
خاض إدي لوي مسيرته مع نادي أستون فيلا في موسم 1946–47 ليلعب معه أربعة مواسم، مشاركًا في 104 مباراة سجل خلالها 3 أهداف. ثم انتقل إلى نادي فولهام في موسم 1950–51 ليلعب معه ثلاثة عشر موسمًا، حيث شارك في 474 مباراة سجل خلالها 8 أهداف. لينتقل بعدها إلى نادي نوتس كاونتي في موسم 1963–64 ولمدة موسمين، مشاركًا في 9 مباريات ولم يسجل أي هدف.

## روابط خارجية
- إدي لوي على موقع قاعدة بيانات كرة القدم.إي يو (الإنجليزية)
- إدي لوي على موقع ناشيونال فوتبول تيمز (الإنجليزية)